# フコク
株式会社フコクは、埼玉県上尾市に本店を置く自動車用ゴム製品（ワイパー、シール製品）などを製造、販売するメーカー。
自動車用ワイパーブレードラバーで世界生産量No.1を誇り、ゴム製品で培った技術力と開発力を活かし、お客様の課題を解決する「ものづくり」を提案する。
2020年6月に、経済産業省より国際市場の開拓に取り組んでいる企業のうち、ニッチ分野において高いシェアを確保し良好な経営を実践している企業として、「2020年版経済産業省グローバルニッチトップ企業100選」に選定される。

## 沿革
- 1953年（昭和28年）12月 - 工業用ゴム製品の製造及び販売を目的として、富国ゴム工業株式会社を設立。
- 1956年（昭和31年）4月 - ワイパーブレードラバーの技術開発に成功、生産開始。
- 1957年（昭和32年）11月 - 埼玉県川口市に本社及び川口工場を建設し、操業開始。
- 1967年（昭和42年）9月 - 埼玉県上尾市に上尾工場を建設し、操業開始。
- 1972年（昭和47年）9月 - 末吉工業株式会社に資本参加。
- 1980年（昭和55年）
  - 8月 - 群馬県邑楽郡邑楽町に群馬工場を建設し、操業開始。
  - 8月 - 埼玉県上尾市に本店移転。その後、2005年6月にさいたま市中央区へ移転した後、2011年6月に再度上尾市へ移転。
- 1983年（昭和58年）1月 - タイ・バンコク市に合弁会社としてタイフコク株式会社を設立し、現地生産を開始。
- 1986年（昭和61年）
  - 1月 - 株式会社フコクに商号変更。
  - 4月 -
    - 愛知県高浜市に中部製作所（現・愛知工場）を建設し、操業開始。
    - 超音波モータの開発に成功、生産開始。
- 1987年（昭和62年）
  - 4月 - 大阪営業所開設。
  - 5月 - 韓国・安山市に子会社・韓国フコクを設立し、現地生産を開始。
- 1990年（平成2年）5月 - 群馬県邑楽郡千代田町に群馬第二工場を建設し、操業を開始。
- 1994年（平成6年）10月 - 日本証券業協会に株式を店頭公開。
- 1995年（平成7年）12月 - タイ国サムトプラカン県に合弁会社としてサイアムフコク株式会社を設立し、現地生産を開始。
- 1996年（平成8年）2月 - 株式会社東京ゴム製作所に資本参加。
- 1997年（平成9年）12月 - インドネシア・西ジャワ州に子会社・フコクインドネシアを設立。のち2004年5月に東海ゴム工業（現・住友理工）が資本参加し、株式会社フコク東海ゴムインドネシアとなる。
- 2001年（平成13年）
  - 1月 - 中国・上海市に合弁会社として上海フコク有限公司を設立。
  - 5月 - 米国サウスカロライナ州に持株会社・フコクアメリカインク、及び製造会社・フコクサウスカロライナを設立。のち2006年1月に統合し、現・フコクアメリカインクとなる。
- 2003年（平成15年）7月 - 中国広東省東莞市に子会社・東莞フコク有限公司を設立。
- 2004年（平成16年）
  - 3月 - 東京証券取引所市場第二部に上場。
  - 5月 - 子会社である韓国フコク株式会社が出資し、中国山東省に青島フコク有限公司を設立。
- 2005年（平成17年）
  - 3月 - 東京証券取引所市場第一部に上場。
  - 9月 - 中国・上海市に子会社・フコク（上海）貿易有限公司を設立。
- 2007年（平成19年）8月 - サイアムフコク株式会社コラート工場操業開始。
- 2010年（平成22年）
  - 10月 - インド・マハラシュトラ州にフコクインディア株式会社を設立。
  - 11月 - 子会社であるタイフコクが出資し、タイ国サムトプラカン県に合弁会社としてタイフコクパナプラスファウンドリー株式会社を設立。のち2012年11月にタイフコクの子会社とする。
- 2011年（平成23年）
  - 1月 - 中国江蘇省南京市に合弁会社として南京富国勃朗峰橡胶有限公司を設立。
  - 3月 - ベトナム・ハノイ市に子会社・フコクベトナム有限会社を設立。
  - 12月 - インドネシア国西ジャワ州に株式会社東京ゴム製作所の子会社として、株式会社トリムラバーを設立。
- 2012年（平成24年）2月 - サイアムフコク株式会社コラート第2工場操業開始。
- 2013年（平成25年）4月 - 愛知県西尾市にて西尾工場が操業を開始。
- 2014年（平成26年）
  - 4月 - チェコ・ウースチー州に子会社・フコクチェコ有限会社を設立。
  - 7月 - メキシコ・グアナファト州に子会社・フコクメキシコ株式会社を設立。
- 2019年（令和元年）10月 - 浦和事務所開設。

## 所在地
- 浦和事務所(本社) - 埼玉県さいたま市浦和区
- 大阪営業所 - 大阪府大阪市淀川区
- 上尾工場 - 埼玉県上尾市
- 群馬工場 - 群馬県邑楽郡邑楽町
- 群馬第二工場  - 群馬県邑楽郡千代田町
- 愛知工場 - 愛知県高浜市
- 西尾工場 - 愛知県西尾市